# Mali Sełmenci
Mali Sełmenci (ukr. Малі Селменці; węg. Kisszelmenc; słow. Malé Slemence) – wieś na Ukrainie, w obwodzie zakarpackim, w rejonie użhorodzkim, na obszarze Rusi Zakarpackiej. Powstała w 1946 roku w wyniku podziału wsi Slemence/Szelmenc między Czechosłowację a Związek Radziecki – pozostała część należy dziś do Słowacji i nosi nazwę Veľké Slemence/Nagyszelmenc. W 2001 roku Mali Selmency zamieszkiwało 200 osób, z czego 185 (92,5%) było narodowości węgierskiej.

## Historia
Dzieje miejscowości sięgają XIV wieku, pierwsza wzmianka o nich pochodzi z roku 1332. Przez stulecia wieś należała, w ramach Królestwa Węgier, do komitatu Ung. Po upadku monarchii austro-węgierskiej weszła, wraz z całym Zakarpaciem, w skład Czechosłowacji. W latach 1938–1945 ponownie znalazła się w granicach państwa węgierskiego.
Latem 1946 roku przez środek wsi przeprowadzono linię graniczną między Czechosłowacją a ZSRR, który zajął Ruś Zakarpacką. Strzeżone przez wojsko zasieki na długie dziesięciolecia rozdzieliły slemeneckie rodziny; odwiedzenie bliskich z drugiej strony szlabanu wymagało uzyskania kosztownej wizy i podróży przez przejście graniczne w Użhorodzie. W latach 90. o wsi stało się głośno, a jej mieszkańcy zaczęli dążyć do – przynajmniej częściowego – otwarcia granicy. Symbolem tych dążeń było ustawienie jesienią 2003 roku po obu stronach granicy symbolicznych połówek bram seklerskich z napisami: „Z jednych Slemenców stały się dwa, niech stwórca je zjednoczy” oraz „Niech będzie, jak było”. Wreszcie 23 grudnia 2005 roku, po interwencjach międzynarodowych (m.in. amerykańskich), otwarto między wsiami Veľké Slemence i Mali Sełmenci pieszo-rowerowe przejście graniczne; dla wielu mieszkańców była to pierwsza okazja odwiedzin drugiej części rodzinnej wsi. Dwa lata później Słowacja weszła do strefy Schengen, co oznaczało powrót do obowiązku wizowego dla obywateli Ukrainy.
Los wsi został ukazany w filmie dokumentalnym Jaroslava Vojtka pt. Granica, uhonorowanym w 2009 roku nagrodą Między Morzami za najlepszy dokument Europy Środkowo-Wschodniej.